# Emma Amos
Emma Amos (* 18. August 1967 in Newcastle-under-Lyme, England) ist eine britische Schauspielerin.

## Leben
Amos wurde in den Jahren 1985 bis 1989 am Royal College of Music unterrichtet. Sie debütierte als Schauspielerin in einer kleinen Nebenrolle an der Seite von Hugh Grant und Elizabeth Hurley im Filmdrama Rowing in the Wind aus dem Jahr 1988. Im Oscar-prämierten Filmdrama Lügen und Geheimnisse (1996) spielte sie eine der größeren Rollen. Im Filmdrama Verborgenes Feuer (1997) trat sie in einer größeren Rolle an der Seite von Sophie Marceau und Stephen Dillane auf.
Im Filmdrama The Tribe (1998), in dem eine Londoner Wohnkommune gezeigt wird, spielte Amos neben Joely Richardson, Jeremy Northam und Anna Friel. In den darauffolgenden Jahren übernahm sie genauso Gastrollen in Fernsehserien wie auch größere Rollen wie in der Serie The Last Detective, in der sie in den Jahren 2003 bis 2007 zu sehen war. Darüber hinaus spielte sie kleinere Nebenrollen in Spielfilmen wie die Komödie Bridget Jones – Schokolade zum Frühstück (2001) mit Renée Zellweger sowie Rollen in zahlreichen Theaterstücken. Im Theaterstück The Servant aus dem Jahr 2001 spielte sie die Rolle der Freundin des von Jack Davenport verkörperten Hauptcharakters.
Amos ist mit dem Schauspieler Jonathan Coy verheiratet.

## Filmografie (Auswahl)
- 1988: Rowing in the Wind
- 1990: Buddy’s Song
- 1994–1995: Moving Story (Fernsehserie)
- 1995–2006: The Bill (Fernsehserie, 4 Folgen)
- 1996: Lügen und Geheimnisse (Secrets & Lies)
- 1997: A Perfect State (Fernsehserie)
- 1997: Verborgenes Feuer (Firelight)
- 1997–1999: Goodnight Sweetheart (Fernsehserie)
- 1998: The Tribe
- 1999: Passion Killers
- 2001: Bridget Jones – Schokolade zum Frühstück (Bridget Jones’s Diary)
- 2003–2007: The Last Detective (Fernsehserie)
- 2004: Vera Drake
- 2004: Inspector Barnaby (Midsomer Murders) Fernsehserie, Staffel 8, Folge 2: Nass und tot (Dead In The Water)
- 2004, 2006: Heartbeat (Fernsehserie, 2 Folgen)
- 2008: Mrs. McGinty ist tot (Agatha Christie’s Poirot; Fernsehserie, Folge: Mrs McGinty’s Dead)
- 2012: Silent Witness (Fernsehserie, 2 Folgen)